# ثيودور هاريسون
ثيودور هاريسون (بالإنجليزية: Theodore Harrison)‏ هو مغني أمريكي، ولد في 1876، وتوفي في 1965.